# Даулат-хатун
Даулат-хатун — 14 государиня у Малому Луристані з роду Хуршидідів й сестра одинадцятого атабека- Хусам ад-Діна Умара.

## Життєпис
Отримання влади
Даулат-хатун була дружиною Ізз ад-Дін Мухаммеда государя Малого Лурестана. Він був покірним слугою монголів, тому до самої смерті (1316 р.) залишався формально незалежним правителем. У нього не було ні брата не сина, які могли б зайняти престол після нього.
Оскільки ні у монголів, ні у тюрок, ні у самих луров кандидатури на престол атабеків Малого Луристана не було, усі еміри вирішили передати престол дружині покійного государя Даулат-хатун, яка до того ж була з того ж роду. Отже у 1316 р. вона увійшла не престол. Довгий час її влада була обмеженою. Вона була правительницею залежної держави, атабеком-васалом монгольських ханів і знаходилася під контролем їх намісників.
Даулат-хатун була замкнутою жінкою й не хотіла бути самостійною, однак уміла управляти державою і запобігла захопленню земель чужинцями. Все це вона здійснила за короткий час свого правління тому залишила слід у історії держави Хуршидідов у Малому Лурестані.
Зречення від престолу
Коли престол ільханів зайняв Абу-Саїд Бахадур-хан, Даулат-хатун злякалася, що під натиском монголів Малий Лурестан з його природним багаттям, втратить залишки своєї незалежності. Зі згоди монгольських правителів вона передала султанський престол своєму брату Із ад-Діну Хусайну II. Престол малого Лурестану на 14 років зайняв представник другої гілки роду Хуршидідов.
Після відмови від престолу Даулат-хатун вийшла заміж за государя держави Хазараспідів Рукн ад-Діна Юсуф-шаха (1333—1340 рр.).